# Алуніш (комуна, Муреш)
Алуніш (рум. Aluniș) — комуна у повіті Муреш в Румунії. До складу комуни входять такі села (дані про населення за 2002 рік):
- Алуніш (2036 осіб) — адміністративний центр комуни
- Лунка-Мурешулуй (775 осіб)
- Фіцкеу (489 осіб)

Комуна розташована на відстані 290 км на північ від Бухареста, 43 км на північний схід від Тиргу-Муреша, 94 км на схід від Клуж-Напоки.

## Населення
За даними перепису населення 2002 року у комуні проживали 3300 осіб.
Національний склад населення комуни:
| Національність | Кількість осіб | Відсоток |
| -------------- | -------------- | -------- |
| угорці         | 2383           | 72,2%    |
| румуни         | 524            | 15,9%    |
| цигани         | 393            | 11,9%    |

Рідною мовою назвали:
| Мова      | Кількість осіб | Відсоток |
| --------- | -------------- | -------- |
| угорська  | 2385           | 72,3%    |
| румунська | 808            | 24,5%    |
| циганська | 106            | 3,2%     |
| німецька  | 1              | < 0,1%   |

Склад населення комуни за віросповіданням:
| Релігія                             | Кількість осіб | Відсоток |
| ----------------------------------- | -------------- | -------- |
| реформати                           | 2250           | 68,2%    |
| православні                         | 888            | 26,9%    |
| адвентисти                          | 92             | 2,8%     |
| римо-католики                       | 43             | 1,3%     |
| греко-католики                      | 14             | 0,4%     |
| баптисти                            | 4              | 0,1%     |
| лютерани (Аугсбурзького сповідання) | 3              | 0,1%     |
| п'ятдесятники                       | 2              | 0,1%     |
| унітарії                            | 2              | 0,1%     |
| не вказали релігію                  | 1              | < 0,1%   |

## Зовнішні посилання
- Дані про комуну Алуніш на сайті Ghidul Primăriilor [Архівовано 15 травня 2012 у Wayback Machine.]